# 델레 알리
바미델레 저메인 "델레" 알리(영어: Bamidele Jermaine "Dele" Alli, 1996년 4월 11일 ~ )는 잉글랜드의 축구 선수이다. 포지션은 공격형 미드필더이며, 현재 이탈리아 세리에 A의 코모에서 활약하고 있다.

## 클럽 경력

### 밀턴킨스 던스

#### 데뷔 초기
델레 알리는 시티 콜츠에서 활약한 후 11살 때 밀턴킨스 던스의 유소년 팀에 합류하였다. 2012년 11월 2일, 밀턴 로드에서 열린 케임브리지 시티와의 FA컵 1라운드 경기에서 64분에 제이 오셰이와 교체되어 16세의 나이로 1군 데뷔전을 치렀다. 그의 첫 골은 데뷔 11일 후 케임브리지 시티와의 재경기에서 나왔는데, 그는 스타디움 MK에서 처음 선발로 나와 6-1로 승리를 거두었다. 12월 29일, 그는 2-3으로 패한 코번트리 시티와의 홈경기에서 리그 데뷔전을 치렀고, 71분에 젤리 이스마일과 교체되었다. 2012-13 시즌, 그가 출전한 다른 경기는 2-0으로 승리한 스테버니지와의 시즌 마지막 경기에서 후반전에 패트릭 뱀퍼드와 교체 출전한 것이 유일했다.

#### 2013-14 시즌
2013-14시즌, 델레 알리는 정식으로 MK 던스 1군에 합류하였다. 그는 MK 던스의 첫 경기에 출전했으며, 팀은 슈루즈베리 타운과의 리그 첫 경기에서 0-0 무승부를 거뒀다. 그는 처음으로 출전한 EFL 트로피 경기에서 노샘프턴 타운을 상대로 득점에 성공하며 2-0 승리를 거뒀고, 2라운드 진출을 도왔다. 9월 28일, 알리는 4-1로 이긴 스테버니지와의 경기에서 첫 리그 골을 기록하였다. 2013년 말에 그는 부상으로 좌절하였으나, 심기일전하여 2014년에는 팀의 주전 선수로 자리매김하였다. 2014년 1월 11일, 그는 슈루즈베리 타운과의 경기에서 스티븐 글리슨의 패스를 헤딩으로 연결시켜 선제골을 넣었다.
2014년 3월 11일, 그는 메도 레인에서 열린 노츠 카운티와의 경기에서 17세 11개월의 나이로 첫 해트트릭을 기록하여 3-1로 승리를 이끌었다. 2013-14 시즌 그의 다음 골이자 마지막 골은 코번트리 시티와의 경기에서 나왔다. 알리는 약 23m 떨어진 위치에서 발리슛을 성공시켰고, 팀은 2-1로 승리하였다. 그는 이 시즌에 총 37경기에 출전하여 7골을 넣었고, 리그 33경기에 출전해 6골을 기록하였다.

#### 2014-15 시즌

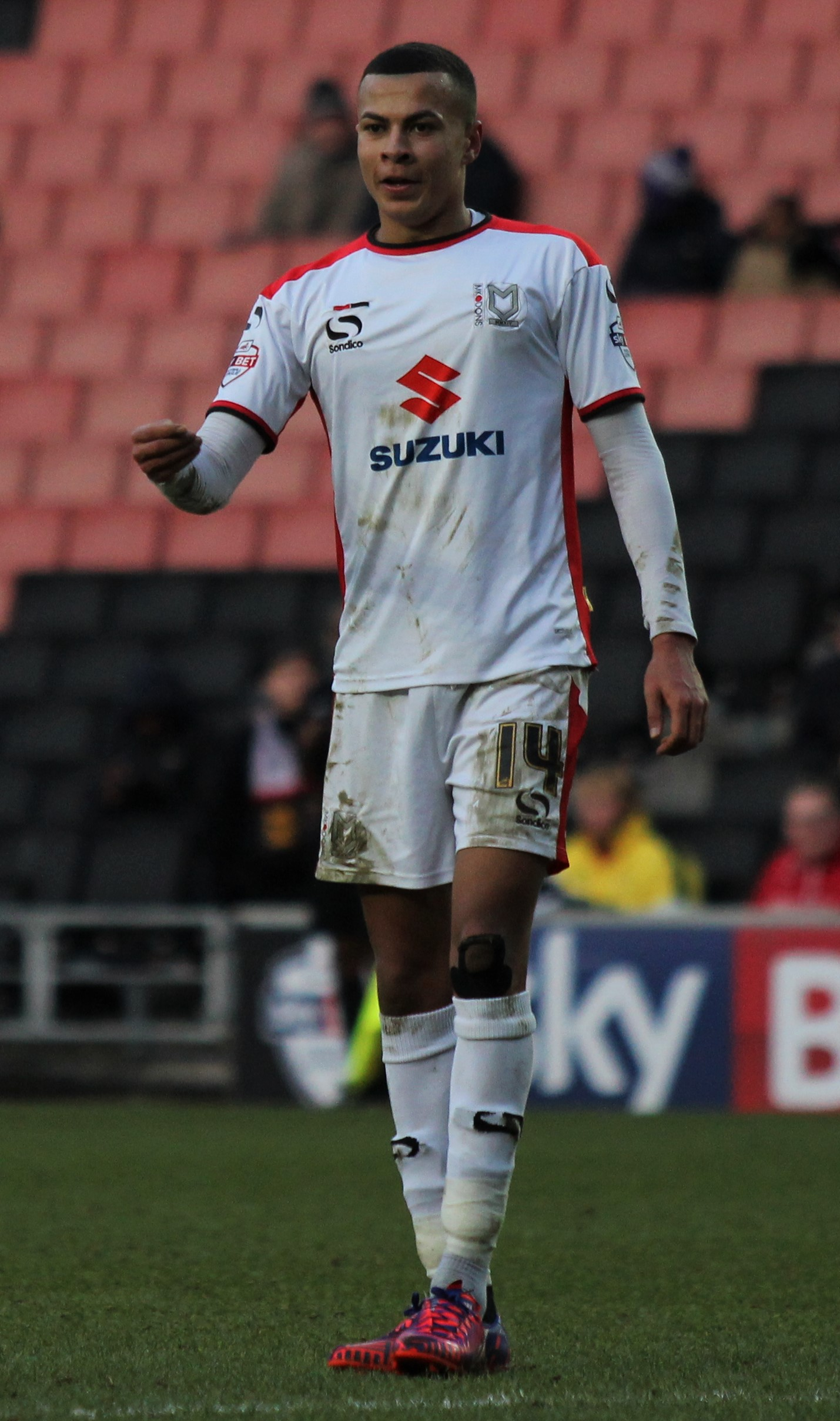
2015년 밀턴킨스 던스에서 뛰고 있는 알리.

2014년 6월, 글리슨이 버밍엄 시티로 이적하면서 알리는 대런 포터의 중앙 미드필더 파트너가 되었다. 그는 질링엄과의 첫 리그 경기에서 2-0으로 지던 상황을 극복하고 4-2로 역전승을 거두면서 시즌을 밝게 시작하였다. 그는 리그컵 1라운드에서 숙적 AFC 윔블던을 상대로 3-1 승리를 거두는데 일조하였다. 그는 피터버러 유나이티드와의 원정 경기에서 윌 그리그의 슛을 굴절시키면서 2014-15시즌 첫 골을 넣었다.
8월 26일, 알리는 맨체스터 유나이티드와의 리그컵 2라운드 경기에서 90분 풀타임을 소화하였고, MK 던스는 역사적인 4-0 승리를 거머쥐었다. 바이에른 뮌헨과 리버풀을 포함한 유럽의 최고 클럽 스카우트들이 그의 경기를 보기 위해 그 경기에 참석했다고 보도되었다. 이후 크롤리 타운과의 경기에서 박스 가장자리에서 골을 넣으며 좋은 기량을 이어갔다. A매치 휴식기 이후, 알리는 반즐리와의 경기에서 1골 1도움을 기록하며 팀의 5-3 승리에 기여하였다. 그는 8월 EFL 이달의 영플레이어로 선정되었다.
9월 18일, 알리는 MK 던스와의 계약을 2017년 6월까지 연장하였다. 재계약 이틀 후, 그는 크루 알렉산드라와의 경기에서 해트트릭을 기록하고 추가로 1도움을 기록하며 팀의 6-1 승리를 이끌었다. 이는 그의 커리어 두 번째 해트트릭이자 홈에서 달성한 첫 해트트릭이었으며, 이러한 활약으로 이 경기의 맨 오브 더 매치 상을 수상하였다.

### 토트넘 홋스퍼
2015년 2월 2일, 알리는 약 5백만 파운드의 이적료로 프리미어리그의 클럽 토트넘 홋스퍼로 이적하였으며, 5년 반 계약을 체결하였다.

#### 밀턴킨스 던스 임대
토트넘 홋스퍼로 이적한 후 알리는 2014-15 시즌의 나머지 기간 동안 MK 던스로 재임대되었다. 4월 19일, 그는 EFL 어워드에서 올해의 영플레이어로 선정되었다. 5월 3일, 밀턴킨스 던스는 이미 강등이 확정된 요빌 타운을 홈에서 5-1로 이긴 후 브리스틀 시티에 이어 준우승으로 자동 승격되면서 시즌을 마감하였다.

#### 2015-16 시즌

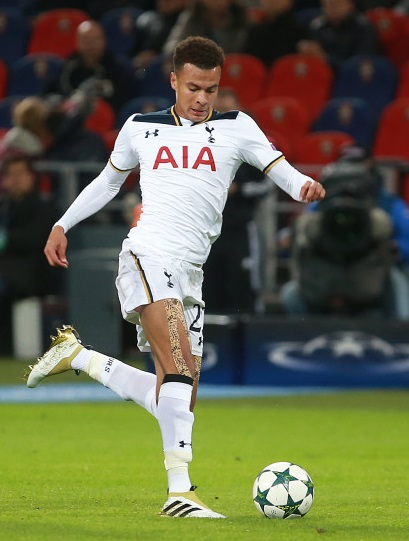
2016년 토트넘 홋스퍼에서 뛰고 있는 알리.

2015년 8월 8일, 알리는 1-0으로 패한 맨체스터 유나이티드와의 올드 트래퍼드 원정 경기에서 에릭 다이어와 교체 되며 데뷔전을 치렀다. 2주 후 그는 1-1로 비긴 레스터 시티와의 경기에서 크리스티안 에릭센과 교체되어 토트넘에서의 첫 골을 기록하였다.
9월 13일, 알리는 토트넘에서 첫 선발 출전을 기록한 스타디움 오브 라이트에서 선덜랜드를 상대로 1-0 승리를 거두었다. 11월 2일, 그는 3-1로 이긴 애스턴 빌라와의 경기에서 선발로 출전해 두 번째 골을 기록하였다. 6일 후 그는 중앙 미드필더에서 잉글랜드의 젊은 동료 선수 다이어와 함께 첫 북런던 더비를 치렀고, 라이벌 아스널과 토트넘 간의 1-1 무승부 경기에서 맨 오브 더 매치를 수상하였다. 2015년 12월 5일, 그는 더 호손스에서 열린 웨스트브로미치 앨비언과의 1-1 무승부 경기에서 토트넘에서의 세 번째 골을 기록하였다.
프리미어리그 첫 18경기에서 5골 3도움을 기록하며 인상적인 출발을 한 그는 2016년 1월 12일, 2021년까지 새로운 장기 계약을 체결하였다. 11일 후 그는 크리스털 팰리스를 3-1로 이긴 경기에서 약 23m 발리슛을 골로 성공시켰다. BBC 스포츠 평론가이자 전 토트넘 선수인 가스 크룩스는 "나는 축구 경기를 보면서 영광스러운 골을 몇 개 보았지만, 19세의 선수가 이렇게 개인적인 재능으로 득점하는 것을 볼 수 있을지 의문이다. 셀허스트 파크에서 넣은 델레 알리의 골은 순전히 그의 능력이다" 라고 평론하였다. 4월 13일, 그는 2015-16 PFA 올해의 영플레이어 후보 6인 명단에 이름을 올렸다.
2016년 4월 18일, 알리는 0-4로 이긴 스토크 시티와의 원정 경기에서 쐐기골을 기록하며 프리미어리그 데뷔 시즌에 10골을 기록하였다. 4월 24일, 그는 PFA 올해의 영플레이어로 선정되었다. 4월 28일, 알리는 웨스트브로미치 앨비언과의 경기에서 미드필더 클라우디오 야코브의 배를 가격한 사건으로 축구 협회로부터 3경기 출장 정지 징계를 받아 그의 프리미어리그 시즌은 사실상 종료되었다. 그는 후에 트위터를 통해 "제 시즌이 끝난 것에 후회했다. 내가 저지른 것처럼 행동하지 말았어야 했다. 이 일을 통해 배우고 더 강하게 돌아올 것이다."라고 말하며 이 사건에 대해 사과하였다.

#### 2016-17 시즌

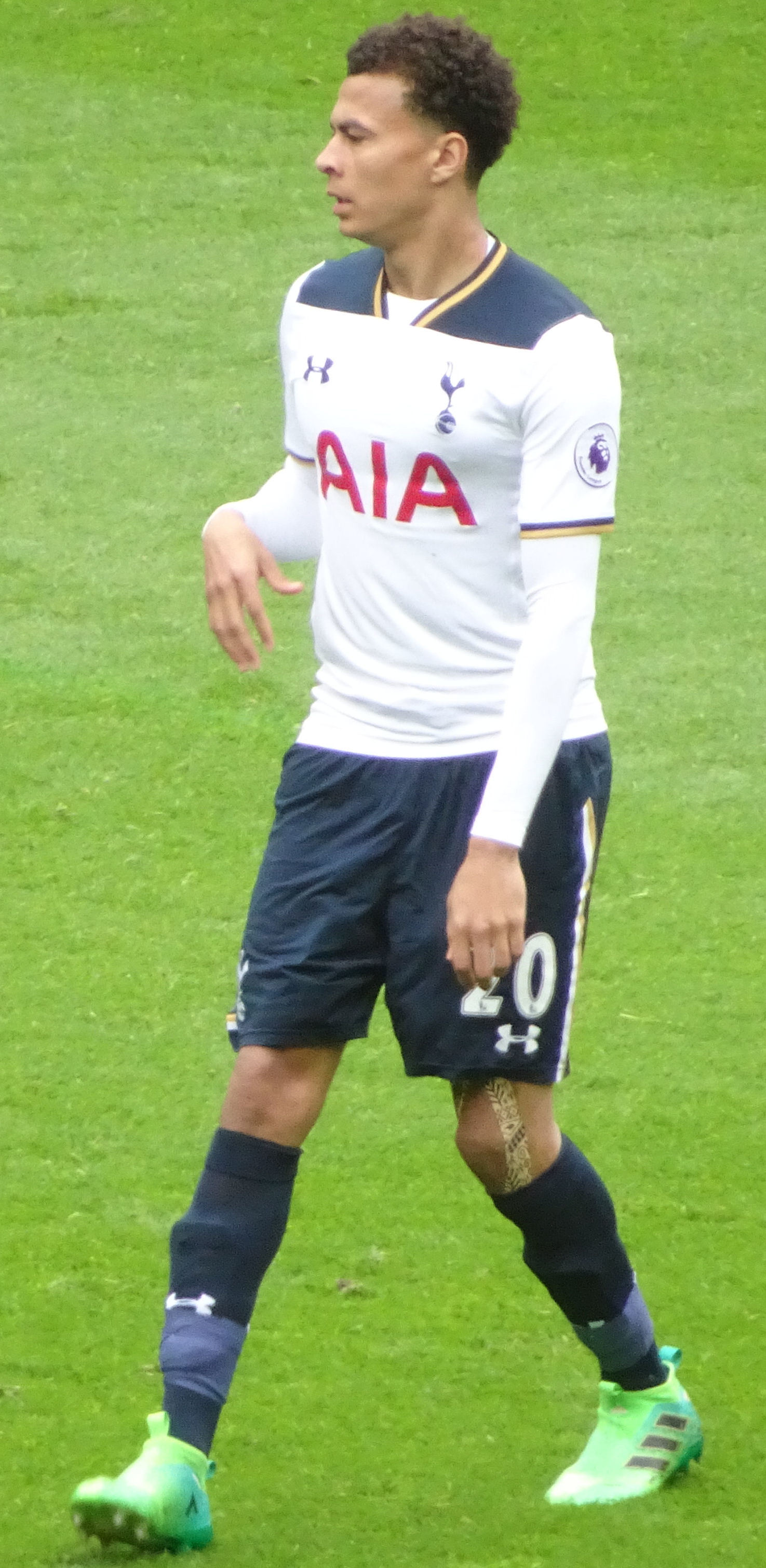
2017년 토트넘 홋스퍼에서 뛰고 있는 알리.

시즌을 앞두고 알리는 어머니와의 별거로 인해 자신의 법적 성(姓)과 "연관이 없다"며 유니폼의 이름을 'Dele'로 바꿨다. 그의 시즌 첫 골은 2016년 9월 10일 스토크 시티를 4-0로 이긴 경기에서 나왔다. 4일 후, 그는 웸블리 스타디움에서 1-2로 패한 AS 모나코와의 경기에서 UEFA 챔피언스리그 데뷔전을 치렀다. 2016년 12월 7일, 그는 CSKA 모스크바와의 경기에서 챔피언스리그 첫 골을 기록하였다. 알리는 2016년 12월 18일부터 2017년 1월 21일까지 리그 6경기에서 8골을 기록하여 2017년 1월 프리미어리그 이달의 선수상을 수상하였다. 여기에는 사우샘프턴, 왓퍼드, 첼시와의 연속 3경기가 포함되었다.
2월 23일, 알리는 KAA 헨트와의 무승부 경기에서 브레흐트 데야허러에게 위험한 태클로 첫 레드 카드를 받았다. 토트넘은 이러한 영향으로 대회 32강에서 탈락하게 되었다. 2017년 4월 20일, 알리는 2015년 리그 원 올해의 팀, 2016년 프리미어리그 올해의 팀에 이어 2017년 PFA 올해의 팀에 다시 이름을 올렸다. 4월 23일, 그는 토트넘이 웸블리 스타디움에서 라이벌 첼시에게 4-2로 패한 FA컵 준결승전에서 득점한 다음 날, PFA 올해의 영플레이어로 선정되었다.

#### 2017-18 시즌
알리는 2-0으로 승리한 뉴캐슬과의 2017-18 시즌 개막전에서 시즌 첫 골을 기록하였다. 하지만 그는 이번 시즌에 전 시즌처럼 좋은 활약을 펼치지 못하면서 일관성 없는 모습을 보였다는 비판을 받았다. 2018년 4월 1일, 알리는 첼시와의 원정 경기에서 2골을 기록하여 토트넘의 3-1 승리를 도왔고, 이는 스탬퍼드 브리지에서의 28년만의 승리였다.

#### 2018-19 시즌
2018년 8월 11일, 알리는 뉴캐슬 유나이티드와의 리그 개막전에서 결승골을 터뜨리며 시즌 첫 골을 기록하였다.
9월 26일, 알리는 왓퍼드와의 EFL컵 3라운드 경기의 주장으로 선임되었다. 토트넘의 새 경기장 완공 지연으로 인해 스타디움 MK에서 열린 이 무승부 경기는 알리가 유소년 시절의 소속팀 밀턴킨스 던스의 홈구장으로 복귀한 것과 토트넘 선수가 된 이후로는 처음인 고향 밀턴킨스로 복귀한 것을 기념하는 것이었다. 이 경기는 2-2 무승부로 끝났고 알리는 페널티킥과 승부차기를 모두 성공시켰다.
2018년 10월, 알리는 토트넘과 6년 계약을 체결하여 2024년까지 클럽에 남게 되었다. 그는 또한 3-1로 이긴 첼시와의 홈 경기에서도 득점을 올렸는데, 이는 첼시와의 5경기에서 6번째 골이자, 이번 시즌 첼시의 프리미어리그 첫 패배였다. 2019년 1월, 그는 햄스트링 부상으로 3월까지 결장하였다.

#### 2019-20 시즌
알리는 햄스트링 부상으로 인해 제대로된 시즌 시작을 하지 못했다. 그는 2019년 9월 1일 북런던 더비에서 교체 선수로 팀에 복귀하였다. 그는 왓퍼드와의 경기에서 시즌 첫 골을 기록하여 1-1 무승부를 거뒀다. 2019년 11월, 마우리시오 포체티노가 토트넘에서 경질되고 조제 무리뉴가 후임 감독으로 선임되었다. 무리뉴는 지난 2년간 알리를 더 깊은 위치의 미드필더 역할로 기용한 후 이전 위치로 돌아가 해리 케인의 후방 공격수로 알리를 기용하였다. 무리뉴는, "알리는 미드필더가 아니다."라고 말하였다. 공격적인 역할은 알리에게 더 많은 득점의 자유를 주었고, 그는 무리뉴 감독 시절 첫 세 경기에서 3골을 넣었고, 그 중 두 골은 본머스와의 경기에서 나왔다.
2020년 2월, 알리는 자신의 스냅챗 계정에 코로나19 범유행에 대해 농담을 하면서 아시아인 남성을 조롱하는 것처럼 보이는 동영상을 게시하였다. 영상에는 알리가 두바이행 비행기를 기다리는 동안 히스로 공항에서 마스크를 쓴 채 한 아시아인 남성을 보여주고 곧바로 손 소독제를 확대하여 공항에 있는 아시아인 남성이 바이러스에 감염되었을 수 있다는 것처럼 표현하며 "바이러스 균이 나를 잡으려면 그것보다 더 빨라야 한다."라는 자막을 달았다. 2020년 6월, 알리는 인종, 피부색, 민족 및 국적에 대한 언급을 포함하는 FA 규정의 "심각한 위반"으로 유죄 판결을 받았고, 규제 위원회에 의해 "용납할 수 없는 인종 차별적 고정관념"표현을 사용한 것으로 판단되었다. 2020년 6월, 알리는 결국 축구 협회에 의해 1경기 출장 정지 처분을 받아 6월 19일 맨체스터 유나이티드와의 프리미어리그 경기에 출전하지 못했다. 또한 그는 50,000 파운드의 벌금과 교육 과정을 이수하라는 명령을 받았다.

#### 2020-21 시즌
2020-21 시즌 전반기에 알리는 무리뉴의 눈에 띄지 않았고, 경기에 거의 선발 출전하지 않았다. 그의 선발 경기 대부분은 UEFA 유로파리그 경기였다. 그는 2020년 10월 1일 마카비 하이파와의 유로파리그 플레이오프 경기에서 시즌 첫 골을 기록하여 토트넘의 7-2 승리를 이끌었다. 2021년 2월 24일, 볼프스베르크와의 유로파리그 32강전 경기에서 그는 바이시클 킥으로 원더골을 터뜨렸고, 두 개의 추가 도움을 기록하여 4-0 완승을 이끌었다. 3월 4일, 그는 풀럼과의 경기에서 6개월만에 프리미어리그 경기에 복귀하였고, 알리의 슛이 수비수를 맞고 자책골로 연결되면서 1-0으로 승리하였다. 그는 이번 시즌 프리미어리그 7경기에 선발 출전하였다.

#### 2021-22 시즌
2021년 8월 22일, 알리는 1-0으로 이긴 울버햄프턴 원더러스와의 경기에서 이번 시즌 리그 첫 골이자 이번 시즌 유일한 리그 골을 기록하였다. 이는 2020년 3월 이후 알리의 프리미어리그 첫 골이었다. 그는 자신의 폼을 되찾기 위해 계속 고군분투하였다. 누누 이스피리투 산투 감독은 그를 다시 스쿼드에 데려오려 했지만, 11월 초 안토니오 콘테로 감독이 교체되면서 그저 그런 선수로 전락하게 되었다. 알리는 새 감독 아래에서 역할을 찾는 데 실패했고, 토트넘에 대한 콘테의 계획에서 비주류 선수가 되었다. 2021-22 캠페인에서 단 8개의 리그 경기(콘테 체제 후 2경기)만 선발 출전한 후, 알리는 토트넘으로부터 2022년 1월에 이적이 가능하게 되었다.

### 에버턴
2022년 1월 31일, 알리는 같은 프리미어리그 팀인 에버턴으로 자유이적하였다. 이적 당시 체결했던 세부 계약 사항이 충족될 경우 최대 4천만 파운드의 이적료를 내야한다. 첫 천만 파운드는 에버턴에서 20경기를 출전하면 지급될 예정이다. 그는 2023-24시즌까지 2년 반 계약을 체결하였다. 클럽에 입단하면서 알리는 에버턴에 합류한 주요 이유로 프랭크 램파드 감독 밑에서 활약할 수 있는 기회를 언급하였다. 2월 8일, 그는 뉴캐슬 유나이티드에게 3-1로 패한 경기에서 경기 막판에 교체 투입되며 데뷔전을 치렀다. 그는 2021-22시즌에 11번의 출전에서 단 한 번의 선발 출전, 그리고 추가로 2022-23시즌에 2경기를 출전하며 에버턴에서의 영향력을 발휘하지 못했다. 그는 13경기를 출전할 동안 득점이나 도움을 기록하지 못했다.

#### 베식타시 임대
2022년 8월 25일, 알리는 2022-23시즌의 나머지 기간 동안 튀르키예 클럽 베식타시로 임대되었다. 2022년 9월 4일, 그는 베식타시에서의 두 번째 경기인 앙카라귀쥐와의 경기에서 1년여 만에 첫 골을 넣었고, 팀은 3-2로 승리하였다. 10월 28일, 셰놀 귀네슈가 신임 감독으로 부임했을 때, 그는 알리가 "효율성 측면에서 기대 이하다."라고 말하며 베식타시에서의 어려움을 지적하였다. 알리는 2023년 2월 26일 이후 베식타시에서 어떤 경기도 뛰지 않았다. 그는 총 13경기에 출전해 2골을 기록하였고, 4월에 부상을 체크하기 위해 에버턴으로 돌아갔으며, 베식타시는 그의 한 시즌 임대를 취소하려고 했다.

## 국가대표팀 경력
알리는 잉글랜드의 U-17 및 U-18 국가대표팀 경기에 여러 차례 출전하였다. 2014년 8월 27일, 알리는 인상적인 시즌 시작 후 잉글랜드 U-19 국가대표팀에 소집되었다. 그는 독일 U-19와의 1-1 무승부 경기에서 잉글랜드 U-19 국가대표팀 데뷔전을 치렀다. 이 경기에서 알리는 선제골을 넣은 브래들리 퓨스터에게 기점이 되는 패스를 공급하여 팀의 선제골을 도왔다.

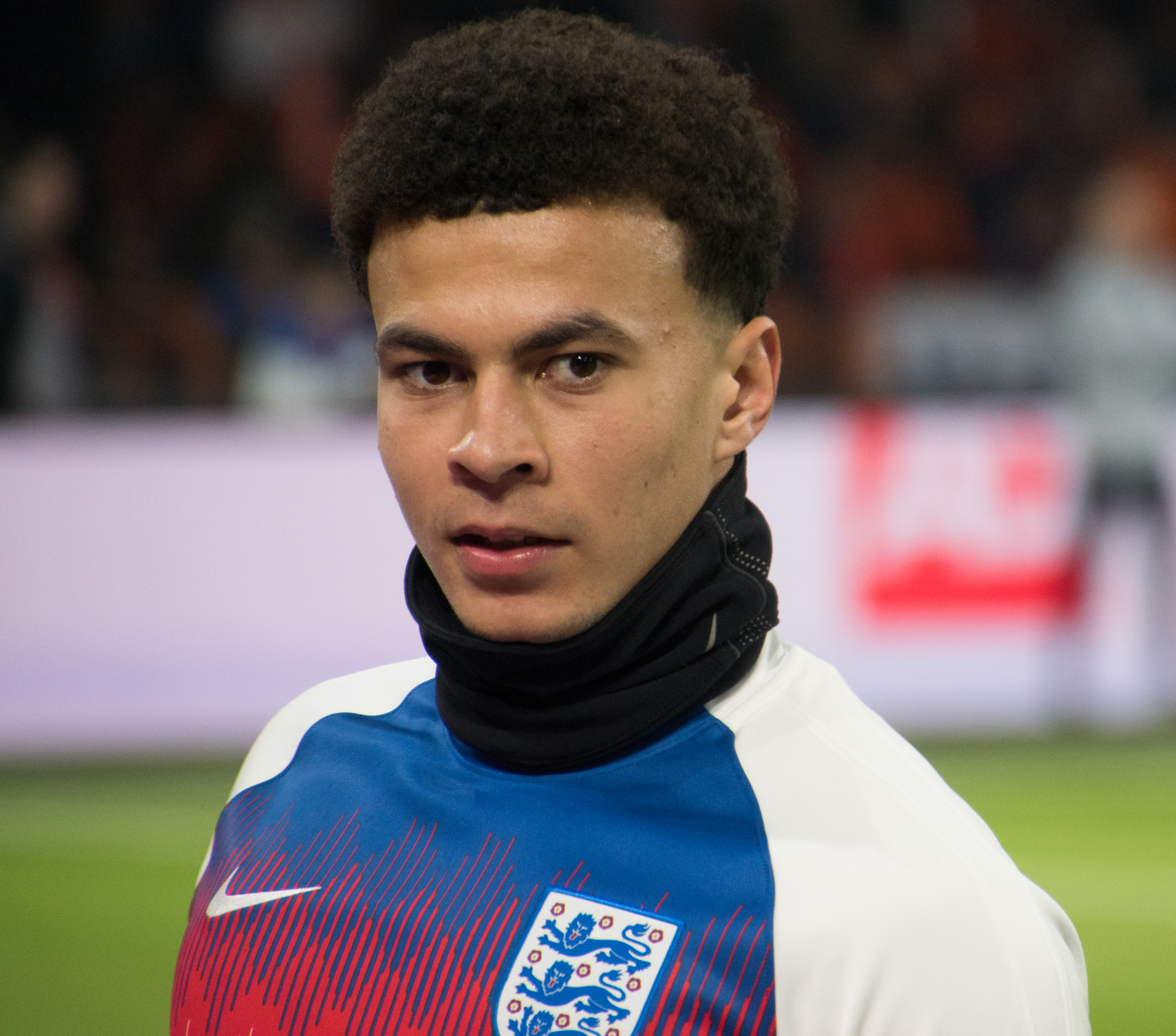
2018년 잉글랜드 국가대표로 소집된 알리.

2015년 2월, 존 패셔누가 알리에게 나이지리아 국가대표로 뛰도록 설득할 것이라고 보도되었다. 그러나 그 해 10월 1일, 그는 에스토니아와 리투아니아와의 UEFA 유로 2016 예선전에서 로이 호지슨이 이끄는 잉글랜드 국가대표팀 명단에 포함되었다. 그는 10월 9일 에스토니아를 2-0으로 제압한 경기에서 경기 막판에 로스 바클리와 교체 투입되며 데뷔전을 치렀다.
2015년 11월 17일, 알리는 웸블리 스타디움에서 열린 프랑스와의 경기에서 첫 선발 출전을 하였고, 토트넘 팀 동료인 위고 요리스를 상대로 중거리 슛으로 선제골을 기록하여 팀의 2-0 승리를 도왔다. 2016년 3월 26일, 그는 세계 챔피언 독일과의 친선 경기 선발 라인업에 다시 이름을 올렸다. 알리는 올림피아슈타디온 베를린에서 0-2로 지고 있던 잉글랜드가 3-2로 역전승을 거두면서 BBC 스포츠 선정 맨 오브 더 매치에 선정되었다.
알리는 2018년 FIFA 월드컵에 참가할 23명의 잉글랜드 최종 명단에 선발되었다. 7월 7일, 알리는 2-0으로 이긴 스웨덴과의 월드컵 8강전에서 두 번째 골을 기록했고, 잉글랜드는 28년 만에 처음으로 준결승에 진출하였다. 알리는 크로아티아와의 월드컵 준결승전에서 잉글랜드 대표로 선발 출전하였고, 키런 트리피어가 프리킥 골을 성공시키며 리드를 잡았지만, 결국 연장전에서 2-1로 패배하였다.
2019년 10월, 그는 다가오는 UEFA 유로 2020 예선전을 앞두고 잉글랜드 국가대표팀 명단에서 제외되었다.

## 수상 내역

#### 잉글랜드(2015~)
- FIFA 월드컵: 4위 (2018)
- UEFA 네이션스리그 3위 : 2018-19

## 개인
- EFL 올해의 영플레이어 : 2014-15
- EFL 올해의 팀 : 2014-15
- PFA 올해의 영플레이어 : 2015-16, 2016-17
- PFA 올해의 팀 : 2015-16, 2016-17
- BBC 올해의 골 : 2015-16